# 카쿠 유지
카쿠 유지(賀来 ゆうじ, かく ゆうじ, 1984년 12월 20일~)는 일본의 만화가·만화편집자다.

## 경력
어렸을 때 만화를 그리는 것을 매우 좋아했기 때문에 만화가가 되고 싶다고 생각했다. 대학에서는 인형극 동아리에서 인형 캐릭터 디자인 등을 하고 있었다. 하지만 자신이 만화가가 될 수 있을 것 같지 않아 보였고, 대신 만화 관련 업종에 종사하기 위해 만화 편집자를 목표로 했다.
아키타 쇼텐(秋田書店)에 취직해 《주간 소년 챔피언》(週刊少年チャンピオン) 편집부에서 하마오카 켄지의 6대 담당 편집 (2007~2008년)을 맡은 뒤, 만화가의 꿈을 접기에 앞서 마지막 시도 정도로 생각하고 여러 출판사에 자신이 그린 만화를 투고했다. 그런데 세 곳 정도의 출판사에서 카쿠의 만화에 대해 긍정적인 반응을 보였고, 이에 다시금 만화 연재를 목표로 하여 슈에이샤(集英社)에서 활동하게 된다.
제14회(2009년 1월기) SQ 코믹 그랑프리(심사원:키노시타 사토시)에서 「추억세관」이 가작을 수상하였다. 이 작품은 점프 SQ(슈에이샤)에 실렸다.
「점프 SQ」(슈에이샤) 2013년 8호부터 2014년 4월호까지 「FANTASMA」를 연재한다. 이 작품은 점프SQ.19(슈에이샤)로 이적해 2014년 5월호 7월호에 실렸다.
이후 《소년 점프+》(슈에이샤)에서 「파이어 펀치」를 연재하고 있던 후지모토 타츠키의 어시스턴트가 된다.
《소년 점프+》 2018년 1월 22일부터 2021년 1월 25일까지 《지옥락》을 연재하였다. 이 작품은 발매 후 즉시 중간되는 등 《소년점프+》의 인기작이 되었으며, 애니메이션까지 이루어졌다. 같은 해 10월에는 《지옥락》의 원화전이 개최되었다.

## 인물
츠루노 타케시(つるの剛士)는 사촌이다. 어린 시절 자주 그림을 그렸다고 한다. 또한 『지옥락』에서의 살진의 소작의 지도는 살진사인 친족이 행하고 있다.
후지모토의 어시스턴트가 되었을 때는 자신의 작가성에 고민하고 있었지만, 후지모토와 취미가 맞아 「자신을 좋아하는 것을 좋아하는 사람이 제대로 있다」라고 알게 되어 자신이 생겼다고 한다.
취미는 영화감상이다. 특기는 요리다. 좋아하는 만화는 『기생수』, 『이치 더 킬러』, 『원피스』등. 좋아하는 작가는 미즈키 시게루, 이토 준지,  키토 모히로 등이 있다. 좋아하는 말은 '두려움보다는 고통이 낫다'(案ずるより生むが易し)이다.

## 작품 목록
- 굵은 글씨는 연재 작품
- 약칭
  - SQ.II：점프 SQ.II,SQ：점프 SQ, SQ.19：점프SQ.19, SQ.C：점프 SQ.CROWN、J+：소년 점프+, WJ：주간 소년 점프(모두 슈에이샤)
  - 〈수록〉 SQ.CS: 점프SQ.Comic Selection

| 타이틀                                         | 형식 | 게재호                                              | 수록        | 비고                                                                                               |
| ---------------------------------------------- | ---- | --------------------------------------------------- | ----------- | -------------------------------------------------------------------------------------------------- |
| 추억세관 (おもいで税関)                        | 단편 | SQ.I 2009년 Vol.003 8월호                           | SQ.CS Vol.2 | 데뷔작 제14회 SQ코믹 그랑프리 가작 수상작. J+의 지옥락2018년 5월 14일 갱신분부터 [특별독절]로 전달 |
| 유독사의 귀환 (有毒師の帰還)                   | 단편 | SQ.I 2010년 vol.004 1월호                           | 완결        | |
| A HARD DAY'S RUN                               | 단편 | SQ.19 2010년 6월호                                  | 완결        | |
| 스페츠나츠 트리그래프 (スペツナズ・トリグラフ) | 단편 | SQ 2011년 12월호                                    | 완결        | |
| BAD⭐︎SWING                                     | 단편 | SQ 2012년 7월 호                                    | 완결        | |
| FANTASMA                                       | 연재 | SQ 2013년 8호-2014년 4월호 SQ.19 2014년 5월호·7월호 | 전3권       | |
| 젊은 작가가 듣는 만화의 비법!                  | 단편 | SQ 2014년 12월호                                    | 완결        | 야기 노리히로와의 인터뷰                                                                           |
| 탈옥 공주                                      | 단편 | SQ.C 2016 WINTER                                    | 완결        | J+의 지옥락2018년 7월 2일 갱신분부터 [특별독절2]로 전달                                            |
| 이블 하트                                      | 단편 | SQ.C 2017 WINTER                                    | 완결        | J+의 지옥락2018년 9월 17일 갱신분부터 [특별독절3]로 전달                                           |
| 지옥락                                         | 연재 | J+ 2018년 1월 22일 - 2021년 1월 25일                | 전13권      | WJ 2018년 36·37 합병호, 2019년 28호 출장 게재.                                                     |
| 아야시몬                                       | 연재 | WJ 2021년 50호-2022년 26호                          | 완결2권     | |

### 소개 만화
- 점프 SQ. [SQ.MANGA Trailer]
  - 카쿠 유지×007 스펙터
  - 카쿠 유지×LA LAND

## 관련 인물

### 사장
- 후지모토 타츠키 (藤本タツキ)

### 어시스턴트
- 타츠 유키노부 (龍幸伸)